# Prezidentské volby v Rusku 2024
Prezidentské volby v Rusku se konaly ve dnech 15.–17. března 2024.
Dosavadní prezident Vladimir Putin se díky změně ruské ústavy, potvrzené referendem v roce 2020, mohl ucházet o znovuzvolení. A to přesto, že tuto funkci zastával již čtyřikrát. Boris Naděždin byl považován za jediného opravdu opozičního kandidáta, který byl zároveň proti válce na Ukrajině, ačkoli Vladislav Davankov později také slíbil „mír a jednání“.
Opozice na poslední den voleb vyhlásila protestní akci Poledne proti Putinovi, během níž se měli ve volebních místnostech sejít jeho odpůrci. Šlo o akci, kterou před svou smrtí ve vězeňském táboře podpořil opoziční politik Alexej Navalnyj.

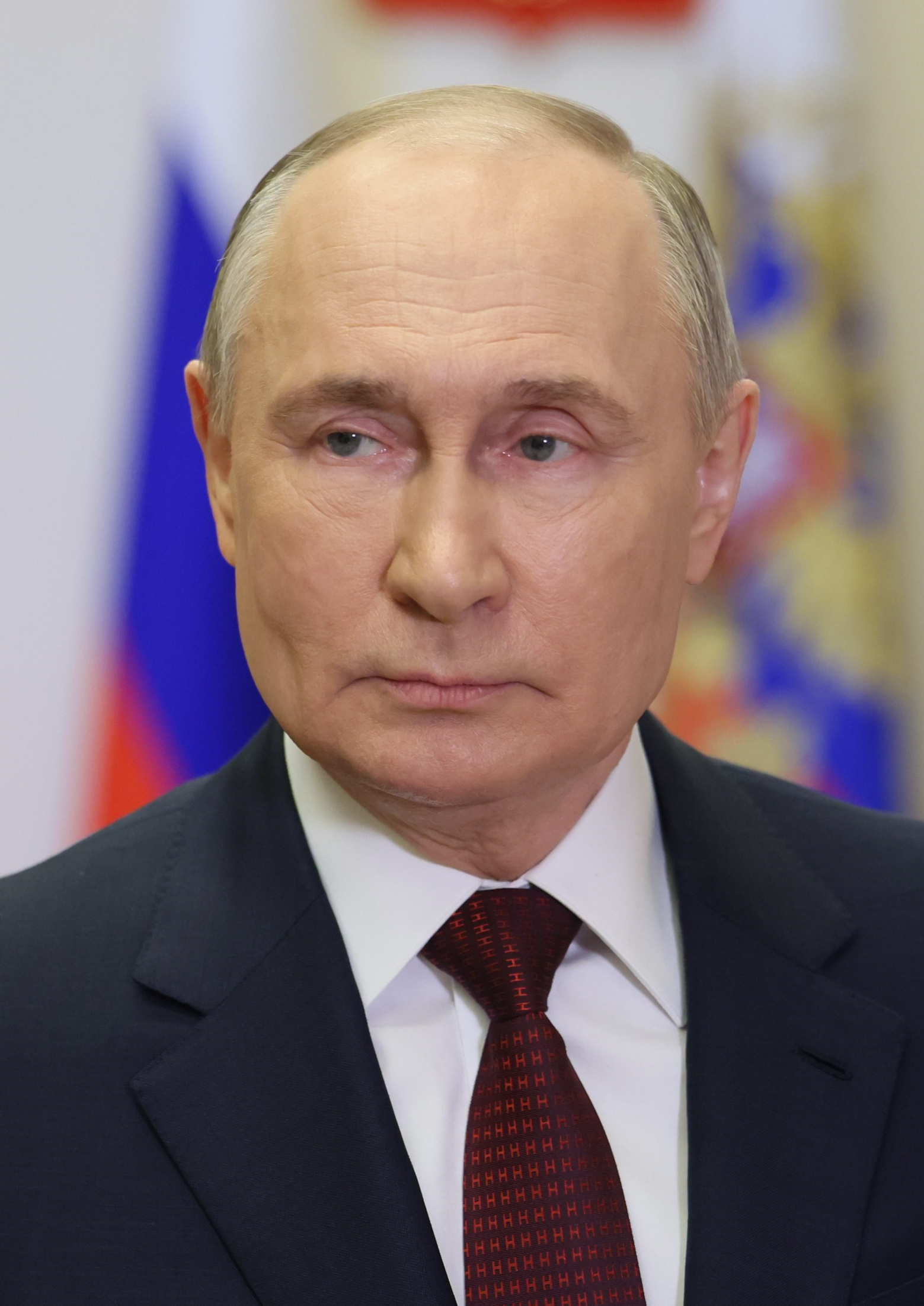
Vladimir Putin

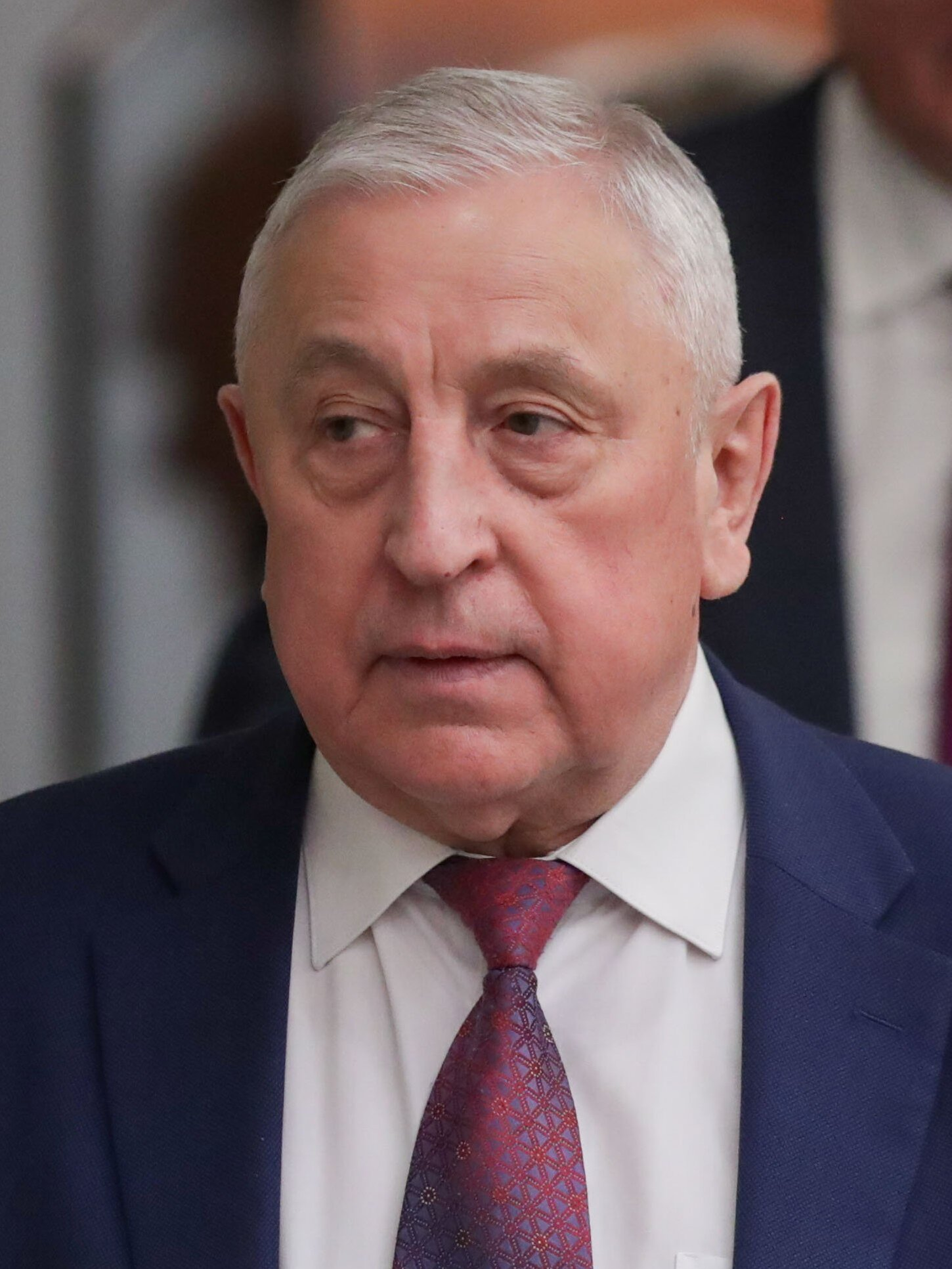
Nikolaj Charitonov

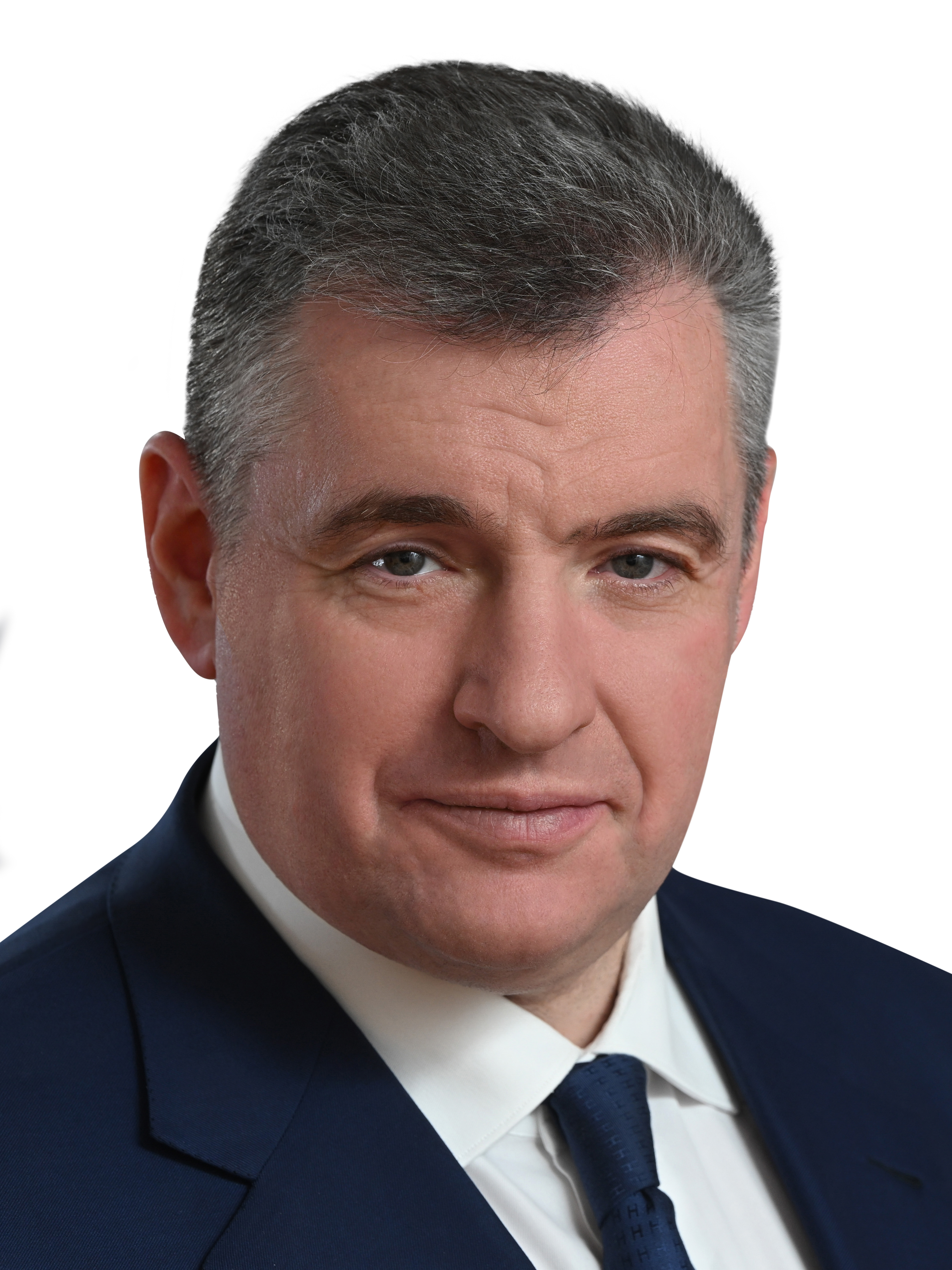
Leonid Sluckij

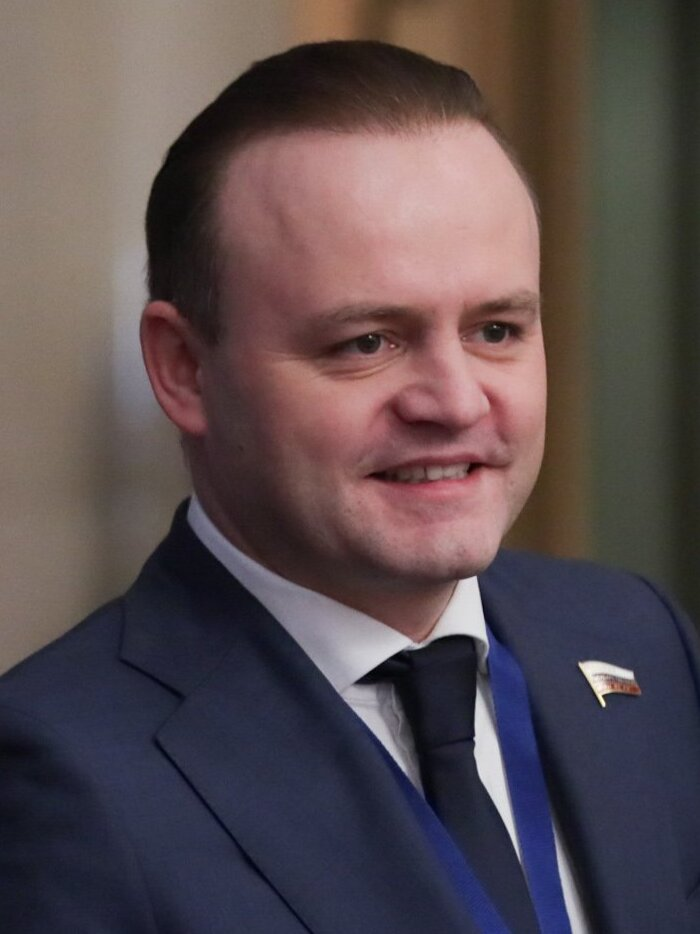
Vladislav Davankov

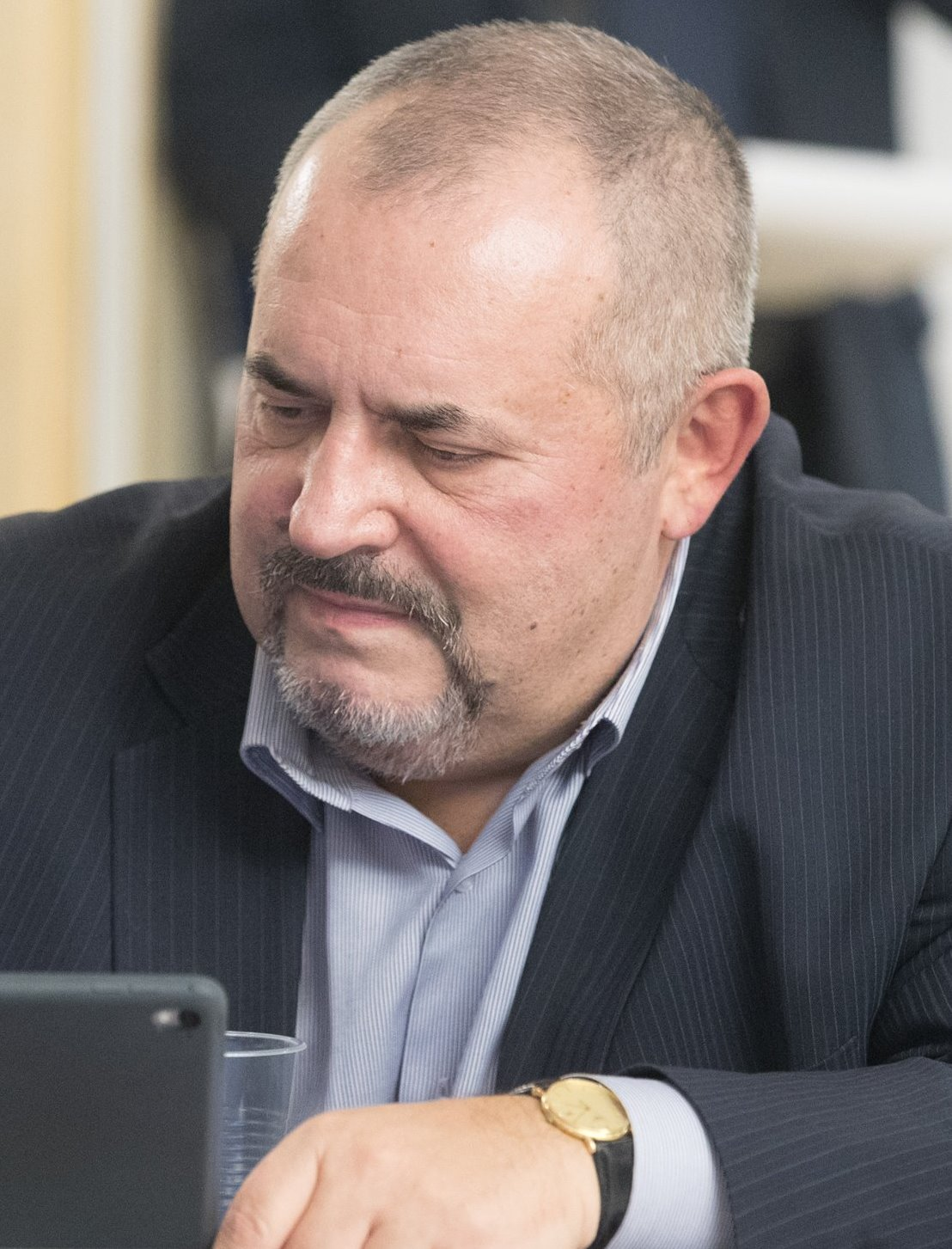
Boris Naděždin

## Zaregistrovaní kandidáti
Ústřední volební komise zaregistrovala kromě Putina jen tři další kandidáty, kteří vyjadřovali podporu politice Kremlu, a jejichž funkcí bylo podle analytiků vytvořit zdání konkurence.
- Vladislav Davankov – místopředseda Státní dumy ze strany Noví lidé, která jako jediná parlamentní strana nepodpořila nezávislost Doněcké a Luhanské oblasti na Ukrajině. Davankov před volbami prohlásil, že nebude kritizovat své politické oponenty.[5]
- Nikolaj Charitonov – bývalý plukovník KGB, člen Komunistické strany Ruské federace, neúspěšný protikandidát Putina již v prezidentských volbách v roce 2004[6] Během volební kampaně Charitonov odmítl odpovědět na dotaz novináře BBC, proč si myslí, že by byl lepším kandidátem než Putin, a místo toho Putina chválil za dlouholetou úspěšnou vládu.[7]
- Leonid Sluckij – předseda pravicově nacionalistické Liberálně demokratické strany Ruska. Krátce po podání své kandidatury v prosinci 2023 Sluckij prohlásil, že neuvažuje o tom, že by mohl porazit Putina, a předpověděl, že Putin dosáhne „obrovského vítězství“.[8]
- Vladimir Putin – prezident Ruska v letech 1999–2008 a znovu od roku 2012[9][10]

Vzhledem k tomu, že většina potenciálních skutečně opozičních kandidátů je buď mrtvá, uvězněná, v exilu nebo jim úřady znemožnily kandidovat, očekávalo se, že  prezident Putin svou funkci obhájí.
Už v srpnu 2023 Putinův mluvčí Dmitrij Peskov uvedl, že tyto volby se teoreticky ani nemusí pořádat, protože je jasné, že je opět vyhraje Putin. Listu The New York Times řekl, že ruské prezidentské volby „nejsou skutečná demokracie, je to nákladná byrokracie“, a předpověděl, že Putin bude zvolen více než 90 procenty hlasů.

## Průběh voleb
Ruské úřady v době voleb nepovolují žádné demonstrace. Ovšem i tak volby poprvé provázely ve velké míře protestní akce. Již v první den voleb lidé na nejméně čtyřech místech způsobili požáry, v Moskvě starší žena zapálila plentu, v Petrohradě studentka hodila zápalnou láhev ke vstupu do školy, kde byly volební místnosti. S ohněm se také potýkali v chanty-mansijském okruhu a ve městě Jurga.
V nejméně deseti místech pak lidé polili volební lístky v urnách barvou, například v Moskvě, Voroněži, nebo na Krymu. Za narušení hlasování hrozí až pětileté vězení.

## Průzkumy veřejného mínění
Podle průzkumu nezávislé agentury Levada, který byl proveden ve dnech 22.–28. června 2023, by Putina volilo 42% dotázaných Rusů.
Podle průzkumu státní sociologické agentury VCIOM, který byl proveden v listopadu 2023, tedy předtím než došlo k nominaci kandidátů, by Putina volilo 37.3% dotázaných Rusů.
Podle průzkumu Russian Field z ledna 2024 by byl volební zisk Vladimira Putina 62.2 %, Borise Naděždina 7.8 %, Nikolaje Charitonova 2.3 %, Leonida Sluckého 1.9 % a Vladislava Davankova 1.0 %.
Průzkum státní sociologické agentury VCIOM ze dne 4. března 2024 zjistil, že Putina by volilo 56.2% dotázaných Rusů, 4.5% by volilo Davankova, 3% Charitonova a 2.25%  Sluckého. Ostatní dotázaní odpověděli, že by volili někoho jiného, jsou nerozhodnutí nebo se voleb nezúčastní

## Osobnosti, které oznámily možnou kandidaturu
- Boris Naděždin se jako jako jeden z mála uchazečů o tuto funkci odvážil kritizovat Putina a vyslovil se proti pokračování války na Ukrajině.[17][18] V ruských státem kontrolovaných médiích byl Naděždin dlouho ignorován, ale poté co získal 105,000 podpisů na podporu své kandidatury se proti němu spustila štvavá kampaň. Kremelský propagandista a moderátor televize Rossija-1 Vladimir Solovjov dne 30. ledna 2024 prohlásil, že Naděždina kontrolují ukrajinské tajné služby, prozápadní ruští exulanti a stoupenci Alexeje Navalného, a obvinil ho, že je kandidátem „ukrajinských nacistů“. Solovjov také prohlásil, že ten „hlupák si neuvědomuje, že ho nečeká kandidatura na prezidenta, ale trestní řízení kvůli obvinění ze zrady vlasti.“[19] V lednu 2024, s odvoláním na anonymní zdroje z Kremlu, nezávislý zpravodajský kanál Vyorstka oznámil, že ústřední volební komise na příkaz Kremlu pravděpodobně odmítne Naděždinovu registraci kvůli jeho kritice Putina a protiválečným postojům.[20] Koncem ledna 2024 zdroj z Putinovy administrativy řekl zpravodajskému serveru Meduza, že část ruských voličů si přeje konec války na Ukrajině a kandidát, který by otevřeně vystupoval proti válce by mohl získat „slušné procento“ hlasů, a to si Kreml nepřeje.[19]
- Igor Girkin – bývalý vojenský velitel Doněcké lidové republiky, odsouzený v roce 2022 nizozemským soudem na doživotí za podíl na sestřelení letu Malaysia Airlines v roce 2014,[21] a v lednu 2024 uvězněný v Rusku na 4 roky za kritiku Putina,[22] označil v listopadu 2023 volby v Rusku za „podvod“ s „jediným vítězem“, který je znám dopředu.[23]
- Dmitrij Nosov – bývalý reprezentant Ruska v judu a sambu, bronzový olympijský medailista z roku 2004
- Maxim Oreškin – ruský ekonom, člen strany Jednotné Rusko, ekonomický poradce prezidenta Vladimira Putina
- Lev Šlosberg – opoziční politik a novinář, ředitel listu Pskovskaja gubernija, člen politické strany Jabloko
- Jekatěrina Duncovová – novinářka, v letech 2019–2022 zastupitelka ve Rževu. Ústřední volební komisi předala 20. prosince 2023 dokumenty potřebné pro účast ve volbách. Duncovová se vyslovila proti pokračování války na Ukrajině.[24] Komise 23. prosince jednomyslně registraci zamítla.[25] Po odmítnutí coby občanské kandidátky Duncovová prohlásila, že se obrátí na stranu Jabloko, aby podpořila její kandidaturu jako stranické kandidátky.[26]

## Nemožnost / ukončení kandidatury

### Diskvalifikace
- Xenija Sobčaková – ruská moderátorka a novinářka nezávislé televizní stanice Dožď. V roce 2022 získala izraelské občanství. Podle změn ruské ústavy z roku 2020 je však občanství jiného státu překážkou kandidatury.[27]
- Boris Naděždin – bývalý poslanec a člen Svazu pravicových sil, kandiduje za středopravicovou Občanskou iniciativu.[17][28] Vyslovil se proti válce na Ukrajině, kterou označil za „fatální chybu“. Ruská ústřední volební komise Naděždina v únoru 2024 odmítla zaregistrovat.[29]

### Odmítnuté kandidatury
- Nikolaj Rybakov – lídr politické strany Jabloko
- Gennadij Zjuganov – předseda Ústředního výboru Komunistické strany Ruské federace[6][30]

### Úmrtí
- Alexej Navalnyj, přední opoziční politik, kvůli odsouzením nemohl kandidovat do roku 2028,[31] 16. února 2024 zemřel.
- Vladimir Žirinovskij – pravicově nacionalistický politik, člen Liberálně-demokratické strany Ruska, 16. dubna 2022 zemřel.

## Výsledky
| Kandidát                                         | Kandidát                  | Strana                              | Hlasy       | %     |
| ------------------------------------------------ | ------------------------- | ----------------------------------- | ----------- | ----- |
|                                                  | Vladimir Putin            | nestraník                           | 76 277 708  | 88,48 |
|                                                  | Nikolaj Charitonov        | Komunistická strana Ruské federace  | 3 768 470   | 4,37  |
|                                                  | Vladislav Davankov        | Noví lidé                           | 3 362 484   | 3,90  |
|                                                  | Leonid Sluckij            | Liberálně-demokratická strana Ruska | 2 795 629   | 3,24  |
| Celkem                                           | Celkem                    | Celkem                              | 86 204 291  | 100   |
|                                                  |                           |                                     |             |       |
| Registrovaní voliči/Účast                        | Registrovaní voliči/Účast | Registrovaní voliči/Účast           | 114 212 734 | 77,44 |
| Zdroj: Ústřední volební komise[nedostupný zdroj] |                           |                                     |             |       |

### Rusko a okupovaná území
Podle ruských úřadů Putina volilo 98,99 % voličů v Čečensku, 95,37 % v Tuvě, 95,23 % v okupovaném Doněcku, 93,60 % na okupovaném Krymu, 92,93 % v Dagestánu, 92,59 % v Krasnodarském kraji, 92,83 % v okupované Záporožské oblasti, 90,90 % v Baškortostánu, 90,66 % v Bělgorodské oblasti, 88,74 % v Tatarstánu, 88,12 % v okupované Chersonské oblasti, 87,79 % v Jakutsku, 87,17 % v Kalmycku, 85,59 % v Tambovské oblasti, 85,13 % v Moskvě, 84,24 % v Marijsku, 81,65 % v Petrohradu a 79,53 % v Karélii.

### Zahraničí

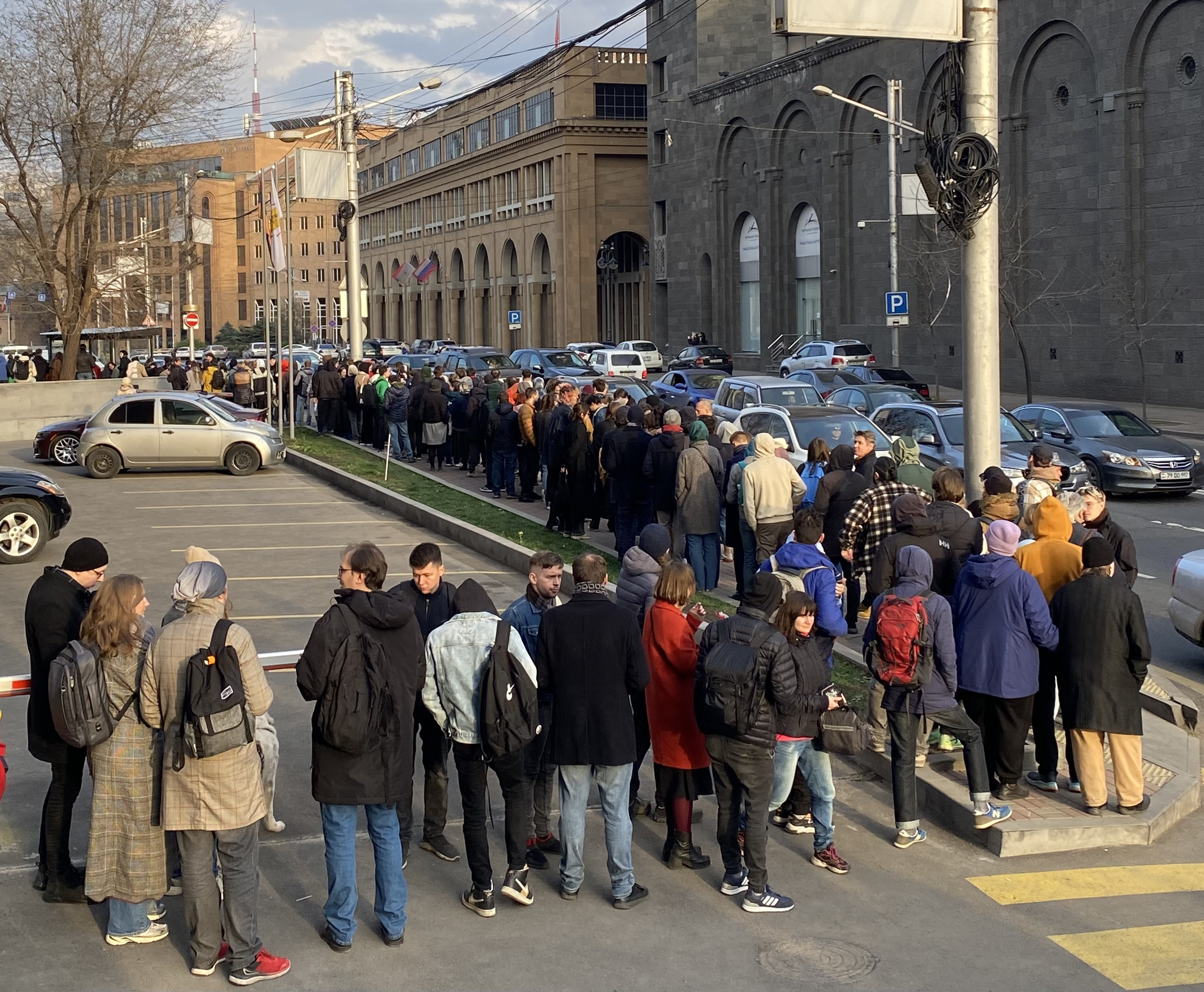
Fronta voličů v arménském Jerevanu v rámci protestní akce Poledne proti Putinovi, 17. března 2024

Pouze 4 % ruských občanů v Česku, kteří přišli volit na ruskou ambasádu v Praze, uvedlo v anonymním dotazníku před ambasádou, že budou volit Vladimira Putina.
Podle nezávislého ruskojazyčného projektu Vote Abroad, který dělal v průběhu voleb průzkum formou anonymního dotazníku, Putina se rozhodlo volit 2 % Rusů žijících v Nizozemí, 3 % v Srbsku, Černé Hoře a ve Varšavě, Polsku, 4 % v Litvě, 5 % v Istanbulu, Turecku, 6 % v Británii a Argentině, 7 % v Rakousku, Irsku a na Slovensku, 8 % v Jerevanu, Arménii a v Estonsku, 9 % v Kazachstánu, 10 % v Thajsku, ve Finsku a v Berlíně, Německu, 11 % v Paříži, Francii a v Madridu, Španělsku, 13 % v Norsku, 14 % ve Švédsku a Maďarsku, 15 % ve Vietnamu a Spojených státech, 16 % v Tel Avivu, Izraeli, 17 % v Japonsku, 22 % na Kypru, 23 % v Miláně, Itálii, 31 % v Dubaji, 35 % v Moldavsku 36 % v Kyrgyzstánu, 38 % v Římě, Itálii, a 59 % v Řecku.

### Falšování volebních výsledků
Prezidentské volby v Rusku provázely masové podvody. Ruské nezávislé hnutí Golos, které monitoruje volby v Rusku, označilo prezidentské volby za "nejpodvodnější a nejzkorumpovanější v historii země." Podle výpočtů ruskojazyčného portálu Novaja gazeta Jevropa, který použil Špilkinovu metodou umožňující odhalit anomálie v celkovém počtu hlasů, Putin získal nejméně 31,6 milionu hlasů podvodem. Dva ruští regionální představitelé, kteří si přáli zůstat v anonymitě, uvedli pro ruskojazyčný zpravodajský server Meduza, že regionálním správám bylo z Kremlu nařízeno, aby dosáhly minimálně 80 % pro Putina a účasti přes 70 %. Čečenský vůdce Ramzan Kadyrov se postaral, aby Putin v Čečensku získal 98,99 % hlasů.